# Gailbach (Drau)
Der Gailbach, gelegentlich auch Kleine Gail oder Tiroler Gail genannt, ist ein rund 9 km langer rechter Zufluss der Drau in Osttirol.
Der Gailbach entspringt am Kartitscher Sattel, nur rund 150 m vom Ursprung der in die entgegengesetzte Richtung fließenden Gail entfernt. Er fließt in westlicher bis nordwestlicher Richtung durch den westlichsten Teil des Gailtales. Unterhalb von Kartitsch hat er sich bis zum Ausgang ins Pustertal in eine tiefe Schlucht eingeschnitten. Im Pustertal wendet sich der Gailbach nach Osten, passiert den Speicher Tassenbach des Kraftwerks Strassen-Amlach, den er auch teilweise speist, und mündet kurz darauf in die Drau.
Zuflüsse erhält der Gailbach fast ausschließlich von links, die bedeutendsten sind der Erschbaumerbach, der Winkler Bach, der Schustertalbach und der Hollbruckerbach.
Das Einzugsgebiet ist 45,2 km² groß, der höchste Punkt im Einzugsgebiet ist die Große Kinigat mit 2689 m ü. A.
Der 1988 fertiggestellte Speicher Tassenbach des Kraftwerks Strassen-Amlach wird neben der Drau auch vom Gailbach gespeist. Bei der Errichtung des naturnahen Speichers behielt der Gailbach weitgehend sein Bett, wurde aber wegen der reduzierten Wasserführung zu einem mäandrierenden Lauf verändert. Dort gibt es im Bach Forellen, er dient auch als Brutgebiet für Wasseramsel und Gebirgsstelze.